# Strada federale (Russia)
La strada federale (in russo автомобильные дороги федерального значения?, avtomobil'nye dorogi federal'nogo značenija) è una categoria di strada della Russia, che comprende le più importanti arterie stradali del paese.
Si suddividono in tre categorie, indicate in scala di importanza decrescente dalle lettere M, R e A:
- le strade di tipo M (abbreviazione di Moskva – «Mosca») sono le strade che si dipartono radialmente dalla capitale russa;
- le strade di tipo P (abbreviazione di region – «regione») sono le strade che collegano i capoluoghi regionali;
- le strade di tipo A  (abbreviazione di avtomagistral' – «strade automobilistiche principali») sono le strade che collegano altre strade fra loro.

## Elenco
Si riporta di seguito l'elenco delle strade federali:

### Strade di tipo M
- M1 «Belarus'»
- M2 «Krym»
- M3 «Ukraina»
- M4 «Don»
- M5 «Ural»
- M7 «Volga»
- M8 «Cholmogory»
- M9 «Baltija»
- M10 «Rossija»
- M11 «Neva»
- M12

### Strade di tipo R
- R21 «Kola»
- R22 «Kaspij»
- R23
- R56
- R92
- R119
- R120
- R132 «Zolotoe kol'co»
- R158
- R176 «Vjatka»
- R177 «Povetluž'e»
- R178
- R193
- R207
- R208
- R215
- R216
- R217 «Kavkaz»
- R228
- R229
- R239
- R240
- R241
- R242
- R243
- R254 «Irtyš»
- R255 «Sibir'»
- R256 «Čujskij trakt»
- R257 «Enisej»
- R258 «Bajkal»
- R297 «Amur»
- R298
- R351
- R354
- R402
- R404
- R504 «Kolyma»

### Strade di tipo A
- A103 «Ščëlkovskoe šosse»
- A104
- A105
- A106
- A107 «Moskovskoe maloe kol'co»
- A108 «Moskovskoe bol'šoe kol'co»
- A109
- A110
- A111
- A112
- A113
- A114
- A118
- A119
- A120 «Sankt-Peterburgskoe južnoe polukol'co»
- A121 «Sortavala»
- A122
- A123
- A130
- A132
- A133
- A134
- A135
- A136
- A137
- A142
- A146
- A147
- A148 «Dublëv Kurortnogo prospekta»
- A149
- A151
- A153
- A154
- А155
- А156
- А157
- А158
- А159
- А160
- А161
- А162
- А163
- А164 «Transkam»
- А165
- А167
- А180 «Narva»
- А181 «Skandinavija»
- А212
- А215
- А216
- А217 «Primorskoe polukol'co»
- А229
- А240
- А260
- А270
- А280
- А289
- А290
- А291 «Tavrida»
- А295
- А298
- А300
- А305
- А310
- А320
- А321
- А322
- А331 «Bilkyj»
- А333
- А340
- А350
- А360 «Lena»
- А361
- А370 «Ussuri»
- А371
- А375 «Vostok»
- А376
- А381
- А384
- А391
- А392
- А393
- А401